# まつざきあけみ
まつざき あけみ（1954年〈昭和29年〉4月22日 - ）は、日本の漫画家。東京都足立区出身。

## 経歴
1970年、『週刊マーガレット』にて『リリー』でデビュー。以後講談社の漫画雑誌を皮切りに活動を開始、一時期は、ボーイズラブ雑誌『JUNE（ジュネ）』、『ALLAN（アラン）』（OUT別冊）では欠かせない作家であった。『ぼくらは青年探偵団』は、その系統の代表作で、ギャグのセンスも著しく冴えている。
その後、『ハロウィン』などの少女ホラー雑誌を経て、現在も童話系レディースコミック雑誌『まんがグリム童話』で活躍中。

## 作風
美少年、男色、スプラッタと3拍子揃った、耽美派系（少女）漫画家。白黒原稿では美麗な描線と緻密な描き込みを特徴とし、カラー原稿では日本画の影響を受けた優美な色彩を見せる。
漫画家のきたがわ翔はTwitter（旧名称・現X）にて、1970年代から活躍中の少女漫画家でアナログイラストのテクニシャンとして、まつざきあけみの事を漫画の域を超えていると画像付きで賞賛し、またカラー・イラストを描く上で特に影響を受けた "超美麗絵師" の1人に挙げている。

## 作品リスト

### 初期作品（週刊・別冊少女誌など）
- ガラスのアンジェリアン  - 『なかよし』（講談社）にて連載。
- ごきげん?アピ（原作 / 香田あかね、名木田恵子） - 『なかよし』（講談社）にて連載（講談社、1975年）。
- 白い鎮魂歌（レクイエム） - 白人と黒人の対立する町に、中学教師としてやって来たシークフリート。 誰の心にも潜む「差別と憎悪」を描く（ペーパームーン・コミックス、1980年）。
- リセアン（ペーパームーン・コミックス、1981年）

### 華麗なる恐怖シリーズ
- スペシャル・メニュー
- 犬姫御殿
- 夜光華
- 逢魔が刻
- ふりむいた男
- 黄金海流
- 好敵手

### まんがグリム童話
- ラプンツェル
- 一寸法師
- 淫楽の宴編
- かぐや姫
- 眠れる森の美女
- 秘密の花園
- かしこい田舎娘（ぶんか社、2017年9月） -  主人公に一貫して尽くした侍女が破滅し、罪なき民を疑って投獄したり、金銀に執着する王が罰せられない不条理な結末になっている。

### その他
- ぼくらは青年探偵団（東京デカド社、1987年）
- 真夜中の子供（朝日ソノラマ、1991年）
- ラブ・ゲーム（マガジン・マガジン、1997年） - 宇堂と故硲は高校の同級生。二人を中心に巻き起こされる事件を描く学園サスペンス。
- 魔の恋人
- 夢十夜
- 踊る死仮面
- 醜い人
- 人虫
- 魍魎狩り
- 魔樹
- 迷宮城
- 魔の顔
- 真夜中の遊戯
- 封印された心霊体験スペシャル 真夜中の呪文編
- 学園ホラー&ミステリースペシャル 教室の恐怖伝説編
- あなたの心に潜む魔物語スペシャル 悪魔 運命の扉編
- 花子さんがいる
- 恐怖劇場（デビル・シアター）
- メタモルフォーゼ
- 神尾中正義団
- 惨劇姫
- 夏休みはもうこない
- あの子がこわい
- 死人の花
- 死招き人形
- 子泣きの杜
- ブラディ・マリー

### 画集・イラスト
- まつざきあけみ画集 夜伽草子
- 月刊My Birthday（表紙イラスト）

### ゲーム
- 世界一ツイてない女 どつぼちゃん（PlayStation用ソフト、キャラクターデザイン）